# Johann von Pallavicini

Stemma dei Pallavicino

Johann Markgraf von Pallavicini (in ungherese Pallavicini János őrgróf; in italiano Giovanni Pallavicini; Padova, 18 marzo 1848 – Pusztaradvány, 4 maggio 1941) è stato un diplomatico e politico austro-ungarico, ambasciatore dapprima in Romania e poi nell'impero ottomano e, per un breve periodo, anche ministro degli esteri del governo imperiale; dopo la fine della carriera diplomatica e lo smembramento dell'impero fu senatore della Reggenza ungherese.

## Biografia
Nato a Padova — all'epoca territorio austriaco — da famiglia nobile, Pallavicini intraprese la carriera diplomatica nel ministero degli esteri imperiale dopo aver compiuto i propri studi a Ödenburg (oggi Sopron) e a Vienna.
Nel 1871 fu nominato attaché a Berlino (Prussia), poi nel 1878 a Parigi (Francia) e nel 1880 a Londra (Regno Unito).
Nel 1887 fu segretario d'ambasceria a Belgrado (Principato di Serbia) e nel 1894 fu console a Monaco (Regno di Baviera) prima di essere inviato a San Pietroburgo (Russia) quello stesso anno.
Fu destinato a ministro plenipotenziario a Bucarest (Romania nel 1899.
Il 5 ottobre 1906 Pallavicini fu nominato ambasciatore a Costantinopoli (impero ottomano) dall'Imperatore Francesco Giuseppe.
Nel 1911 fu temporaneamente ministro degli esteri durante una malattia del conte Alois Lexa von Aehrenthal; ben presto Pallavicini divenne uno dei più stimati diplomatici degli Absburgo e si mostrò contrario, in accordo ad altri colleghi, all'annessione della Bosnia all'impero nel 1908.
Durante la prima guerra mondiale Pallavicini collaborò al coinvolgimento dell'impero ottomano nel conflitto al fianco delle potenze centrali.
Per la sua lunga carriera e per il ruolo di decano dei diplomatici alla corte turca fu considerato di grande influenza anche nell'impero orientale ed è considerato uno tra i testimoni della questione armena in seguito dibattuta a lungo da molti storici con vaste critiche e proteste a causa della scelta da parte dei turchi di sterminare la popolazione di quell'area per mantenerne il controllo: già nel giugno del 1915 aveva riferito al proprio governo a Vienna che «…la popolazione armena … non è solo soggetta alla più grande miseria ma anche a un totale sterminio«».
Nell'aprile 1917 Pallavicini rifiutò l'offerta dell'imperatore Carlo I di divenire ministro degli esteri.
In quello stesso anno, ad ogni modo, ottenne la gran croce dell'Ordine reale di Santo Stefano d'Ungheria e nel 1927 fu nominato membro della camera alta della Dieta d'Ungheria, Paese in cui trascorse gli ultimi anni della sua vita e dove morì il 4 maggio 1941 (a Pusztaradvány).